# Live at Leeds
Albums de The Who
Live at the Isle of Wight Festival 1970
(1996)
Live at Leeds est le premier album live du groupe de rock anglais The Who, sorti en 1970.
Cet album est l'enregistrement d'un concert du 14 février 1970 à l'Université de Leeds (Yorkshire de l'Ouest), le jour de la Saint-Valentin, à l'occasion de la tournée de promotion de l'opéra-rock Tommy sorti en 1969. Et ce malgré la rumeur courante, selon laquelle l'album aurait été enregistré en studio.
La pochette de l'album, uniformément beige, est composée du titre («The Who - Live at Leeds») comme tamponnée en bleu dans la partie supérieure droite. Plusieurs versions de l'album ont été édités dans le temps. L'édition originale sortie en 1970 en vinyle 33 tours ne comptait que 6 titres. En 1995, une version CD est éditée avec 14 titres dont certains sont des chansons de l'opéra-rock Tommy. En 2001, la version complète du concert est éditée sous le nom de Live At Leeds: Deluxe Edition. Elle contient 33 morceaux répartis sur deux CD ; le deuxième CD contient l'intégralité de l'opéra-rock joué sur scène ce soir-là.
Cet album a été déclaré comme le meilleur album live de tous les temps par  le New York Times en 1970  et est considéré comme l'un des meilleurs par différents médias tels que The Independent ou le magazine Q,,. Il est classé 170e au classement Rolling Stone Magazine des 500 meilleurs albums de tous les temps, et il est cité dans l'ouvrage de référence de Robert Dimery Les 1001 albums qu'il faut avoir écoutés dans sa vie ainsi que dans un bon nombre d'autres listes.
Une plaque commémorative du concert a été déposée et inaugurée en 2006 par Pete Townshend et Roger Daltrey, respectivement guitariste et chanteur des Who. On peut y lire : « Le Réfectoire de l'Université est un lieu de concert légendaire. La représentation des Who ici, le 14 février 1970, fut enregistrée et publiée sous le nom de Live at Leeds, le live album le plus célébré de sa génération ». 

## Genèse

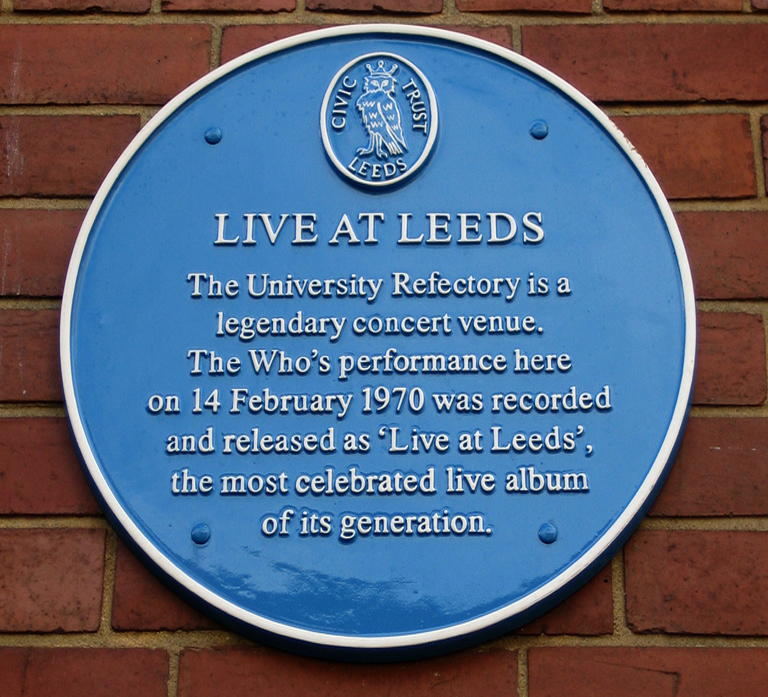
Plaque commémorative du concert des Who de 1970 à l'Université de Leeds

À la fin de l'année 1969, à la suite d'une longue tournée pour promouvoir leur album Tommy qui les mène notamment au festival de Woodstock, les Who ont pour projet de réaliser un album live supposé retranscrire l'intensité de leurs performances scéniques. Plus de 80 heures de bandes sont enregistrées lors de la tournée américaine, mais une légende raconte que Pete Townshend aurait brûlé ces bandes pour empêcher la parution d'éditions pirates ("bootlegging") et aurait préféré refaire un concert qui serait enregistré. Il semblerait cependant plutôt que les Who n'avaient pas trop envie de faire le tri dans les 80 heures de bandes enregistrées.
Deux concerts sont programmés pour être enregistrés : l'un à Leeds, le 14 février 1970 et l'autre le lendemain à Hull. Selon le manager du groupe Kit Lambert, l'album sera appelé Live at Leeds ou Live at Hull en fonction de l'enregistrement finalement retenu . Le concert se déroule dans la cafétéria de l'Université de Leeds, devant 2 000 personnes et un studio mobile est installé dans la cuisine de la cafétéria au milieu des cuisinières et des frigidaires. La technologie est volontairement simpliste, peu de micros sont utilisés et un micro est suspendu au-dessus de la salle pour capturer l'ambiance dans le public,. Contrairement à certaines rumeurs, il y aurait eu peu de rajouts studios ("overdubs") sur l'enregistrement initial. Les Who jouèrent 34 morceaux pendant trois heures.
Finalement, le groupe ne sortira que 6 des 34 morceaux joués à Leeds. La plupart des chansons de l'opéra-rock Tommy seront écartées du fait que Townshend les trouvait "inférieures" au reste des morceaux du concert. La première face du vinyle original comprend trois reprises énergiques de standards du rock'n'roll, Shakin' All Over de Johnny Kidd, Summertime Blues d'Eddie Cochran et Young Man Blues de Mose Allison, toutes considérées comme les versions les plus célèbres de ces titres, ainsi que leur hit de 1966 Substitute. Sur la deuxième face, la version live 1969 de My Generation dure plus de 14 minutes et comprend des éléments de Tommy.
Une bonne partie du matériel enregistré étant de piètre qualité en raison de la multitude de clics et de craquements dus à la mauvaise qualité des branchements explique également que le groupe n'ait finalement retenu que six morceaux. Bien que le concert de Hull eût été meilleur que celui de Leeds selon Roger Daltrey, l'enregistrement sera écarté en raison de la qualité de la bande, la basse de John Entwistle étant inaudible sur certains morceaux. Néanmoins, l'enregistrement du concert sera remastérisé et édité en 2012 sous le titre de Live at Hull.
En 1995, grâce à l'électronique, une grande partie des morceaux du concert sera débarrassé de ses craquements et ré-édité en CD en version remastérisée. En 2001, l'intégralité des morceaux sera disponible dans le double CD Live at Leeds - Deluxe edition.

## Liste des pistes
Album original 33 tours (1970)
| 1. | Young Man Blues  | Allison            | 4:45 |
| 2. | Substitute       | Townshend          | 2:05 |
| 3. | Summertime Blues | Capeheart, Cochran | 3:22 |
| 4. | Shakin' All Over | Frederick Heath    | 4:15 |

| 5. | My Generation | Townshend | 14:27 |
| 6. | Magic Bus     | Townshend | 7:30  |

CD remastérisé (1995)
| No  | Titre                        | Auteur             | Durée |
| --- | ---------------------------- | ------------------ | ----- |
| 1.  | Heaven and Hell              | Entwistle          | 4:50  |
| 2.  | I Can't Explain              | Townshend          | 2:58  |
| 3.  | Fortune Teller               | Toussaint          | 2:34  |
| 4.  | Tattoo                       | Townshend          | 3:42  |
| 5.  | Young Man Blues              | Allison            | 5:51  |
| 6.  | Substitute                   | Townshend          | 2:06  |
| 7.  | Happy Jack                   | Townshend          | 2:13  |
| 8.  | I'm a Boy                    | Townshend          | 4:41  |
| 9.  | A Quick One, While He's Away | Townshend          | 8:41  |
| 10. | Amazing Journey / Sparks     | Townshend          | 7:54  |
| 11. | Summertime Blues             | Capeheart, Cochran | 3:22  |
| 12. | Shakin' All Over             | Heath              | 4:34  |
| 13. | My Generation                | Townshend          | 15:46 |
| 14. | Magic Bus                    | Townshend          | 7:46  |

Double CD Deluxe edition (2001)
| 1.  | Heaven and Hell              | Entwistle          | 5:07  |
| 2.  | I Can't Explain              | Townshend          | 3:13  |
| 3.  | Fortune Teller               | Toussaint          | 2:35  |
| 4.  | Tattoo                       | Townshend          | 3:42  |
| 5.  | Young Man Blues              | Allison            | 6:11  |
| 6.  | Substitute                   | Townshend          | 2:07  |
| 7.  | Happy Jack                   | Townshend          | 2:13  |
| 8.  | I'm a Boy                    | Townshend          | 7:46  |
| 9.  | A Quick One, While He's Away | Townshend          | 8:52  |
| 10. | Summertime Blues             | Capeheart, Cochran | 3:22  |
| 11. | Shakin' All Over             | Heath              | 4:34  |
| 12. | My Generation                | Townshend          | 15:48 |
| 13. | Magic Bus                    | Townshend          | 7:55  |

| 1.  | Overture                           | Townshend               | 6:52 |
| 2.  | It's a Boy                         | Townshend               | 0:31 |
| 3.  | 1921                               | Townshend               | 2:25 |
| 4.  | Amazing Journey                    | Townshend               | 3:17 |
| 5.  | Sparks                             | Townshend               | 4:22 |
| 6.  | Eyesight to the Blind (The Hawker) | Sonny Boy Williamson II | 1:58 |
| 7.  | Christmas                          | Townshend               | 3:18 |
| 8.  | Acid Queen                         | Townshend               | 3:34 |
| 9.  | Pinball Wizard                     | Townshend               | 2:52 |
| 10. | Do You Think It's Alright?         | Townshend               | 0:22 |
| 11. | Fiddle About                       | Entwistle               | 1:13 |
| 12. | Tommy, Can You Hear Me?            | Townshend               | 0:55 |
| 13. | There's a Doctor                   | Townshend               | 0:23 |
| 14. | Go to the Mirror!                  | Townshend               | 3:25 |
| 15. | Smash the Mirror                   | Townshend               | 1:18 |
| 16. | Miracle Cure                       | Townshend               | 0:12 |
| 17. | Sally Simpson                      | Townshend               | 4:00 |
| 18. | I'm Free                           | Townshend               | 2:38 |
| 19. | Tommy's Holiday Camp               | Townshend, Moon         | 1:00 |
| 20. | We're Not Gonna Take It            | Townshend               | 8:48 |

## Fiche technique

### Interprètes
- Roger Daltrey : chant, harmonica, tambourin
- Pete Townshend : guitares, chant
- John Entwistle : basse, chant
- Keith Moon : batterie, percussions, chant
- Bob Pridden : ingénieur